# Євдокимово (Воскресенський район)
Євдокимово (рос. Евдокимово) — присілок в Воскресенському районі Нижньогородської області Російської Федерації.
Населення становить 14 осіб. Входить до складу муніципального утворення Богородська сільрада.

## Історія
Від 2009 року входить до складу муніципального утворення Богородська сільрада.

## Населення
| 1999 | 2002 | 2010 |
| ---- | ---- | ---- |
| 28   | ↘12  | ↗14  |